# Krasnojar-I
Krasnojar-I (ros. Краснояр-I) – wieś (sieło) w Rosji, w Kraju Permskim, w rejonie bardymskim. W 2010 liczyła 1534 mieszkańców.